# Villa Juárez (Sonora)
Villa Juárez es una villa mexicana ubicada en el sur del estado mexicano de Sonora, cercana a la región del valle del Yaqui. La villa es la cabecera municipal y la localidad más habitada del municipio de Benito Juárez. Según los datos del Censo de Población y Vivienda realizado en 2010 por el Instituto Nacional de Estadística y Geografía (INEGI), Villa Juárez tiene un total de 13,770 habitantes.
Es la cabecera municipal más joven del estado, ya que fue fundada en el año de 1943 bajo el nombre de Colonia Irrigación,(O Campo Irrigación) perteneciendo a la comisaría municipal de Bacobampo, del municipio de Etchojoa. En el año de 1947 se le otorgó la categoría de comisaría y diez años después, en 1957, con base en la Ley Número 56 su nombre fue cambiado al de Villa Juárez en honor el expresidente de México, Benito Juárez García, consecuente a su crecimiento poblacional y económico de los siguientes años, el 26 de diciembre de 1996 a través de la Ley Número 153, se creó el Municipio de Benito Juárez, y se eligió a ésta villa como cabecera municipal, poniendo bajo a su administración a varias localidades que fueron separadas del municipio de Etchojoa.

## Geografía
Villa Juárez se sitúa en las coordenadas geográficas 27°7′45″ de latitud norte y 109°50'14" de longitud oeste del meridiano de Greenwich, a una elevación de 20 metros sobre el nivel del mar.

## Hermanamientos
Villa Juárez está hermanada con 1 ciudad alrededor del mundo:
| - Beihai (2012) |

## Personas destacadas
- Manlio Fabio Beltrones, político.
- Ernesto Cornejo Valenzuela, político (1964-2011)

José Abel Castro Grijalva (1955-2023)
Fundador de empresas crediticias, presidente nacional de la ALCANO (2016-2023) y líder nacional campesino.